# Бондарня
Бонда́рня (раніше Гадюче) — село в Україні, у Бучанському районі Київської області. Населення становить 54 осіб. Входить до складу Бородянської селищної громади.

## Населення

### Мова
Розподіл населення за рідною мовою за даними перепису 2001 року:
| Мова       | Кількість | Відсоток |
| ---------- | --------- | -------- |
| українська | 51        | 94.44%   |
| російська  | 2         | 3.70%    |
| білоруська | 1         | 1.86%    |
| Усього     | 54        | 100%     |

1. ↑  Рідні мови в об'єднаних територіальних громадах України — Український центр суспільних даних